# Bisdom Purnea
Het bisdom Purnea (Latijn: Dioecesis Purneaensis) is een rooms-katholiek bisdom met als zetel Purnia, in India. Het bisdom is suffragaan aan het aartsbisdom Patna. 

## Geschiedenis
Het bisdom werd opgericht op 27 juni 1998, uit delen van het bisdom Dumka, en was suffragaan aan het aartsbisdom Ranchi. Op 16 maart 1999 veranderde het van kerkprovincie en werd suffragaan aan het nieuw verheven aartsbisdom Patna.

## Parochies
Het bisdom had in 2021 een oppervlakte van 15.733 km2 en telde 10.198.890 inwoners waarvan 0,3% rooms-katholiek was.

## Bisschoppen
- Vincent Barwa (27 juni 1998 - 29 september 2004)
- Angelus Kujur (20 januari 2007 - 8 december 2021)
- Francis Tirkey (17 februari 2024 - heden)

Patna (aartsbisdom) · Bettiah · Bhagalpur · Buxar · Muzaffarpur · Purnea